# Liste der Staatsoberhäupter der Ukraine
Dieser Artikel führt die Liste der Staatsoberhäupter der Ukraine seit 1917.

## Westukrainische Volksrepublik(1918–1919)
| Präsident des Ukrainischen Nationalrates | Präsident des Ukrainischen Nationalrates | Präsident des Ukrainischen Nationalrates | Präsident des Ukrainischen Nationalrates | Präsident des Ukrainischen Nationalrates |
| #                                        | Bild                                     | Name                                     | Amtsantritt                              | Amtsende                                 |
| ---------------------------------------- | ---------------------------------------- | ---------------------------------------- | ---------------------------------------- | ---------------------------------------- |
| 1                                        | Jewhen Petruschewytsch                   | Jewhen Petruschewytsch (1863–1940)       | 1. November 1918                         | 22. Januar 1919                          |

## Ukrainische Volksrepublik(1917–1992)
| Vorsitzender des Zentralrates der Ukrainischen Volksrepublik                                                 | Vorsitzender des Zentralrates der Ukrainischen Volksrepublik | Vorsitzender des Zentralrates der Ukrainischen Volksrepublik | Vorsitzender des Zentralrates der Ukrainischen Volksrepublik | Vorsitzender des Zentralrates der Ukrainischen Volksrepublik |
| # | Bild                                                         | Name                                                         | Amtsantritt                                                  | Amtsende                                                     |
| --- | ------------------------------------------------------------ | ------------------------------------------------------------ | ------------------------------------------------------------ | ------------------------------------------------------------ |
| 1 | Mychajlo Hruschewskyj                                        | Mychajlo Hruschewskyj (1866–1934)                            | 4. März 1917                                                 | 29. April 1918                                               |
| |                                                              |                                                              |                                                              |                                                              |
| Hetman des Ukrainischen Staates                                                                              |                                                              |                                                              |                                                              |                                                              |
| # | Bild                                                         | Name                                                         | Amtsantritt                                                  | Amtsende                                                     |
| 1 | Pawlo Skoropadskyj                                           | Pawlo Skoropadskyj (1863–1945)                               | 29. April 1918                                               | 14. Dezember 1918                                            |
| |                                                              |                                                              |                                                              |                                                              |
| Vorsitzende des Direktoriums der Ukrainischen Volksrepublik                                                  |                                                              |                                                              |                                                              |                                                              |
| # | Bild                                                         | Name                                                         | Amtsantritt                                                  | Amtsende                                                     |
| 1 | Wolodymyr Wynnytschenko                                      | Wolodymyr Wynnytschenko (1880–1951)                          | 14. Dezember 1918                                            | 11. Februar 1919                                             |
| 2 | Symon Petljura                                               | Symon Petljura (1879–1926)                                   | 11. Februar 1919                                             | 7. Mai 1921                                                  |
| |                                                              |                                                              |                                                              |                                                              |
| Vorsitzende des Direktoriums der Ukrainischen Volksrepublik (im Exil: Paris bis 1945, dann München bis 1992) |                                                              |                                                              |                                                              |                                                              |
| # | Bild                                                         | Name                                                         | Amtsantritt                                                  | Amtsende                                                     |
| (2) | Symon Petljura                                               | Symon Petljura (1879–1926)                                   | 7. Mai 1921                                                  | 25. Mai 1926 (ermordet)                                      |
| 3 | Andrij Liwyzkyj                                              | Andrij Liwyzkyj (1879–1954)                                  | 25. Mai 1926                                                 | 17. Januar 1954                                              |
| 4 | Stepan Vytvytsky                                             | Stepan Wytwyzkyj (1884–1965)                                 | 6. März 1954                                                 | 9. Oktober 1965                                              |
| 5 |                                                              | Mykola Liwyzkyj (1907–1989)                                  | 22. März 1967                                                | 8. Dezember 1989                                             |
| 6 | Mykola Plawjuk                                               | Mykola Plawjuk (1925–2012)                                   | 8. Dezember 1989                                             | 22. August 1992                                              |

## Ukrainische Sozialistische Sowjetrepublik(1919–1991)
| Vorsitzende des Zentralen Exekutivkomitees (1919–1938) Vorsitzende des Präsidiums des Obersten Sowjets (1919–1991) | Vorsitzende des Zentralen Exekutivkomitees (1919–1938) Vorsitzende des Präsidiums des Obersten Sowjets (1919–1991) | Vorsitzende des Zentralen Exekutivkomitees (1919–1938) Vorsitzende des Präsidiums des Obersten Sowjets (1919–1991) | Vorsitzende des Zentralen Exekutivkomitees (1919–1938) Vorsitzende des Präsidiums des Obersten Sowjets (1919–1991) | Vorsitzende des Zentralen Exekutivkomitees (1919–1938) Vorsitzende des Präsidiums des Obersten Sowjets (1919–1991) | Vorsitzende des Zentralen Exekutivkomitees (1919–1938) Vorsitzende des Präsidiums des Obersten Sowjets (1919–1991) |
| # | Bild | Name | Amtsantritt | Amtsende | Partei |
| --- | --- | --- | --- | --- | --- |
| 1 | | Hryhorij Petrowskyj (1878–1958)                                                                                    | 10. März 1919 | März 1938 | KP(b)U |
| 2 | | Leonid Kornijez (1901–1969)                                                                                        | März 1938 27. Juli 1938                                                                                            | 25. Juli 1938 28. Juli 1939                                                                                        | KP(b)U |
| 3 | | Mychajlo Hretschucha (1902–1976)                                                                                   | 28. Juli 1939 | 18. Januar 1954 | KP(b)U / KPU |
| 4 | | Demjan Korottschenko (1894–1969)                                                                                   | 18. Januar 1954 | 7. April 1969 | KPU |
| 5 | | Oleksandr Ljaschko (1915–2002)                                                                                     | 7. April 1969 | 8. Juni 1972 | KPU |
| 6 | | Iwan Hruschezkyj (1904–1982)                                                                                       | 8. Juni 1972 | 24. Juni 1976 | KPU |
| 7 | | Oleksij Watschenko (1914–1984)                                                                                     | 25. Juni 1976 | 22. November 1984                                                                                                  | KPU |
| 8 | | Walentyna Schewtschenko (1935–2020)                                                                                | 22. November 1984                                                                                                  | 4. Juni 1990 | KPU |
| 9 | | Wolodymyr Iwaschko (1934–1994)                                                                                     | 4. Juni 1990 | 9. Juli 1990 | KPU |
| 10 | Leonid Krawtschuk                                                                                                  | Leonid Krawtschuk (1934–2022)                                                                                      | 23. Juli 1990 | 5. Dezember 1991                                                                                                   | KPU |

## Ukraine(seit 1991)
| Staatspräsidenten | Staatspräsidenten     | Staatspräsidenten              | Staatspräsidenten | Staatspräsidenten | Staatspräsidenten            | Staatspräsidenten | Staatspräsidenten |
| #                 | Bild                  | Name                           | Wahl              | Amtsantritt       | Amtsende                     | Partei            | Anmerkungen       |
| ----------------- | --------------------- | ------------------------------ | ----------------- | ----------------- | ---------------------------- | ----------------- | ----------------- |
| 1                 | Leonid Krawtschuk     | Leonid Krawtschuk (1934–2022)  | 1991              | 5. Dezember 1991  | 19. Juli 1994                | Parteilos         |                   |
| 2                 | Leonid Kutschma       | Leonid Kutschma (* 1938)       | 1994 1999         | 19. Juli 1994     | 23. Januar 2005              | Parteilos         |                   |
| 3                 | Wiktor Juschtschenko  | Wiktor Juschtschenko (* 1954)  | 2004              | 23. Januar 2005   | 25. Februar 2010             | NU-NS             |                   |
| 4                 | Wiktor Janukowytsch   | Wiktor Janukowytsch (* 1950)   | 2010              | 25. Februar 2010  | 22. Februar 2014 (abgesetzt) | PR                |                   |
| –                 | Oleksandr Turtschynow | Oleksandr Turtschynow (* 1964) | –                 | 22. Februar 2014  | 7. Juni 2014                 | AVV               | Interim           |
| 5                 | Petro Poroschenko     | Petro Poroschenko (* 1965)     | 2014              | 7. Juni 2014      | 20. Mai 2019                 | BPP               |                   |
| 6                 | Wolodymyr Selenskyj   | Wolodymyr Selenskyj (* 1978)   | 2019              | 20. Mai 2019      | amtierend                    | Sluha narodu      |                   |